# Microsoft бојанка
Мајкрософт бојанка (енгл. Microsoft Paint, раније Paintbrush for Windows) је програм за израду једноставне рачунарске графике који је био укључен у све верзије оперативног система Microsoft Windows. Програм отвара и чува фајлове у битмап формату (24 бита, 256 боја, 16 боја, монохром, све у екстензији . bmp), ЈПЕГ, ГИФ (без анимација, коришћен од Windows-а 98 и побољшаног Windows-а 95, али Windows NT 4.0 није подржавао слова), ПНГ и ТИФФ. Програм може да прави од слика мод црно-бело, али се не могу користи сиве нијансе. Због своје једноставности, постао је један од најкоришћенијих програма у ранијим верзијама Windows-а.

## Алатке
У ранијим верзијама Windows-а, Бојанка је кориснику нудила да изабере 3 боје истовремено: примарна боја (леви клик миша), секундарна боја (десни клик миша) и терцијална боја (контролно дугме+било који клик миша). Алатке које су улазиле у састав Бојанке су:
- Слободан избор
- Избор
- Гумуца/Брисач боја
- Кантица
- Изабери боју
- Лупа
- Оловка
- Четкица
- Пумпица
- Унос текста
- Линија
- Безијерова права
- Правоугаоник
- Полигон
- Елипса
- Обли правоугаоник

У основној палети се налазе 28 боја. Оне су распоређене у посебну алатку (Color Box) по реду: црна, бела, сива, сребрна, кестењастомрка, црвена, маслинаста, кестењаста, жута, тамнозелена, зелена, плавозелена, боја воде, тамноплава, плава, љубичаста, циклама-црвена, старо злато, лимун-жута, шкриљцова сива, кели зелена, тамна каролина плава, боја морске воде, ноћноплава, зимзелена, љубичастоплава, корална, смеђа и боја тикве.